# Paschim Kasuha
Paschim Kasuha – gaun wikas samiti we wschodniej części Nepalu w strefie Kośi w dystrykcie Sunsari. Według nepalskiego spisu powszechnego z 2001 roku liczył on 1580 gospodarstw domowych i 9954 mieszkańców (4819 kobiet i 5135 mężczyzn).